# Spyker F1
Spyker F1 Team a fost o echipă de Formula 1 care a concurat în Sezonul de Formula 1 din 2007. Echipa a fost creată de către compania neerlandeză Spyker Cars, care a cumpărat echipa Midland F1.

## Istoric
În 1991, Jordan Grand Prix își făcea debutul în cursele de Formula 1. Paisprezece ani mai târziu Eddie Jordan, fondatorul echipei o vinde omului de afaceri canadian de origine rusă Alex Shnaider, care în 2006 îi schimbă numele în Midland F1, după numele companiei sale. Noua echipă nu este una de succes astfel că Shnaider decide să o vândă lui Michiel Mol, un om de afaceri neerlandez, și companiei Spyker Cars pentru suma de 106.6 milioane de dolari.
Spyker F1 Team a folosit motoare Ferrari în urma unui dublu acord semnat între Spyker Cars și Ferrari, de pe urma căruia și divizia de automobile de stradă a folosit tot motoare Ferrari pentru unele din modele sale.
Pe data de 1 decembrie 2006 echipa confirmase un singur pilot, în persoana lui Christijan Albers.

## Palmares în Formula 1
| Sezon | Piloți                                                                                        | Puncte | Loc clasament general |
| ----- | --------------------------------------------------------------------------------------------- | ------ | --------------------- |
| 2007  | Adrian Sutil Christijan Albers (9 curse) Markus Winkelhock (o cursă) Sakon Yamamoto (7 curse) | 1      | 10                    |